# Popržena Gora
Popržena Gora je naseljeno mjesto u općini Kakanj, Federacija Bosne i Hercegovine, BiH.

## Povijest
Do 1981. zvala se Gora Janjićka, a prije toga Gora.

## Stanovništvo

### 1991.
Nacionalni sastav stanovništva 1991. godine, bio je sljedeći:
ukupno: 343
- Muslimani - 261
- Srbi - 80
- ostali, neopredijeljeni i nepoznato - 2

### 2013.
Nacionalni sastav stanovništva 2013. godine, bio je sljedeći:
ukupno: 176
- Bošnjaci - 176